# Klaipėdos kartonas
AB Klaipėdos kartonas ist ein Papier-Hersteller in der litauischen Hafenstadt Klaipėda. Das Unternehmen gehört dem Papierhersteller AB Grigiškės.

Aktie über 1000 RM der AG für Zellstoff- und Papierfabrikation Memel vom 1. Mai 1941

## Geschichte
Ab 1905 gehörte die Fabrik dem deutschen Konzern  Aschaffenburger Zellstoffwerke AG in Bayern.  1919 wurde sie zur Aktiengesellschaft für Zellstoff- und Papierfabrikation Memel in Memel reorganisiert.  1945 wurde das Unternehmen nationalisiert und gehört als Klaipėdos celiuliozės ir kartono gamykla dem Sowjetlitauen. 1994 wurde das Kombinat privatisiert und seitdem ist Akcinė bendrovė „Klaipėdos kartonas“. Das Unternehmen gehörte den litauischen Unternehmen UAB „Ega“ und Vakarų Lietuvos pramonės ir finansų korporacija. 2010 kaufte AB “Grigiškės” die Aktien von AB „Klaipėdos kartonas“. 2011 erzielte man einen Umsatz von 143,356 Mio. Litas (41,51 Mio. Euro). 2014 gab es 193 Mitarbeiter.